# 佩圖霍沃
55°04′N 67°53′E / 55.067°N 67.883°E
佩圖霍沃（俄语：Петухо́во）是俄羅斯庫爾干州東部的一個城市，距庫爾干東南180公里。2002年人口12,661人。
佩圖霍沃於1892年建立，1944年正式建市。